# Josh Heuston
Josh Heuston (Sydney, 18 novembre 1996) è un attore e modello australiano.

## Biografia
Nato a Sydney, in Australia, ha conseguito la propria formazione scolastica al Gilroy College, a Castle Hill, per poi laurearsi all'Università di Macquarie.

## Carriera

### Attore
Josh ha dichiarato che durante il liceo non ha mai avuto il coraggio di prendere lezioni di teatro, venendo tradito dalla propria timidezza. Solo nel 2017, a seguito della partecipazione al videoclip musicale di Sicklaced dei Super Cruel, si è appassionato alla recitazione.
Il suo primo ruolo televisivo l'ha ottenuto per la serie televisiva thriller Dive Club - Un tuffo nel mistero, prodotta da Network 10 e poi distribuita su Netflix: in questo progetto ha affiancato Miah Maddern e Georgia-May Davis. Tuttavia, la notorietà mondiale la raggiunge con il ruolo di Dustin “Dusty” Reid, nella serie televisiva Heartbreak High, prodotta da Netflix e sequel dell'omonima serie degli anni Novanta.
Nel 2022, ottiene un piccolo ruolo in Thor: Love and Thunder. Nel dicembre dello stesso anno, viene annunciato che è stato ingaggiato come Constantine Corrino nella serie televisiva Dune: La sorellanza.

### Modello
Josh è stato selezionato da uno scouter durante il suo primo anno di università, quando ancora lavorava come barista. Dopo diversi casting, è riuscito a entrare nel mondo della moda e lavorare per diversi marchi di notorietà mondiale, come Fendi, Gucci, Louis Vuitton, David Jones e Burberry. Ha partecipato anche a molte passerelle, tra cui quelle di Milano e Shanghai, grazie alla collaborazione con Tommy Hilfiger.
Nel 2018 ha collaborato con Mercedes Benz per la Settimana della moda in Australia, debuttando sulla passerella con il marchio Justin Cassin.

## Vita privata
Dal 2018 al 2020 ha avuto una relazione con la youtuber Cartia Mallan.

## Filmografia

### Cinema
- Thor: Love and Thunder, regia di Taika Waititi (2022)
- Finally Me, regia di Jason Stevens (2023)

### Televisione
- Dive Club - Un tuffo nel mistero (Dive Club) – serie TV, 12 episodi (2021)
- More than This – serie TV, 4 episodi (2022)
- Heartbreak High – serie TV, 16 episodi (2022-2024)
- Bali 2002 – serie TV, 3 episodi (2022)
- Dune: Prophecy – serie TV (2024)

## Doppiatori italiani
Nelle versioni in italiano delle opere in cui ha recitato, Josh Heuston è stato doppiato da:
- Alessandro Pili[15] in Dive Club - Un tuffo nel mistero[16]
- Andrea Carpiceci[17] in Heartbreak High[18]
- Manuel Meli in Dune: Prophecy
- Gabriele Vender in Dangerous Animals